# Прохідська сільська рада
| Прохідська сільська рада — орган місцевого самоврядування у Ратнівському районі Волинської області з адміністративним центром у с. Прохід. Водоймища на території, підпорядкованій даній раді: річка Прип'ять. Сільській раді підпорядковані населені пункти: - с. Прохід - с. Комарове - с. Конище - с. Старостине |

## Склад ради
Рада складається з 16 депутатів та голови.

### Керівний склад ради
| ПІБ                             | Основні відомості                                                                       | Дата обрання | Дата звільнення |
| ------------------------------- | --------------------------------------------------------------------------------------- | ------------ | --------------- |
| Федоришин Михайло Володимирович | Сільський голова, 1958 року народження, освіта, член народної партії                    | 26.03.2006   | 26.05.2009      |
| Гресик Ростислав Олексійович    | Сільський голова, 1971 року народження, освіта, член Партії регіонів                    | 20.06.2010   | 31.10.2010      |
| Гресик Ростислав Олексійович    | Сільський голова, 1971 року народження, освіта середня спеціальна, член Партії регіонів | 31.10.2010   |                 |

Примітка: таблиця складена за даними джерела

## Населення
Згідно з переписом УРСР 1989 року чисельність наявного населення сільської ради становила 1629 осіб, з яких 765 чоловіків та 864 жінки.
За переписом населення України 2001 року в сільській раді мешкало 1910 осіб.

### Мова
Розподіл населення за рідною мовою за даними перепису 2001 року:
| Мова       | Відсоток |
| ---------- | -------- |
| українська | 99,43 %  |
| російська  | 0,42 %   |
| білоруська | 0,10 %   |